# 赵宇天
赵宇天（英語：Allen Y. Chao，1944年—）是一位臺灣裔美國企业家。1984年至2008年担任阿特维斯首席执行官。

## 生平
1944年出生于上海，在台湾长大。1967年毕业于臺北醫學院藥學系。1970年毕业于西弗吉尼亚大学，1973年於普渡大学藥學工程研究院取得博士學位。完成學業後，趙宇天留在美國，並進入錫爾製藥（G.D. Searle）服務。
1984年，美國通過《藥品價格競爭與專利期補償法案》，放寬專利保護，使學名藥有機會進入市場，降低藥價。趙宇天便於同一年與妹婿夏正（David Shia）成立華生製藥（Watson Pharmaceuticals，今阿特維斯製藥），搶進學名藥市場，並在成立第三年即損益兩平，後續更一度成為美國第三大學名藥廠。
1999年在回母校台北醫學大學演講期間診斷出胃癌，並意識到蛋白質藥物的利基市場。2008年自華生製藥退休。2000年5月被普渡大学授予荣誉理學博士学位。
2010年3月，歐巴馬簽署《患者保護與平價醫療法案》（PPACA），開放生物相似藥製造。嗅到商機的趙宇天，於同年成立了泰福生技，為台灣第一間進入生物相似藥開發的藥廠。
2022年5月30日，趙宇天出任永昕生技獨立董事。

## 家族
趙宇天的家族成員有許多皆有藥學背景。父親趙墀熊畢業於日本京都帝國大學藥學系，母親許華畢業於上海中法大學藥學系，夫妻於1950年代在台北縣中和（今新北市中和區）開設「新生藥廠」。1970年代，舉家移居美國加州爾灣後，趙家陸陸續續捐贈加州大學爾灣分校（UCI）超過3000萬美元，並以家族姓氏在UCI成立了「趙墀熊綜合消化疾病中心」（H.H. Chao Comprehensive Digestive Disease Center）及「趙氏家族綜合癌症中心」（Chao Family Comprehensive Cancer Center）。趙宇天後來成立的「華生製藥」，則是取自「許華之子」（Hwa's son）之諧音。
大舅許冠群亦為中國藥業知名人物，1926年許冠群於上海成立「新亞藥廠」，為中國第一間西藥廠。